# Coal Chamber (album)
Coal Chamber - debiutancki album amerykańskiego zespołu nu metalowego występującego pod tą samą nazwą, wydany 11 września 1997 roku przez wytwórnię Roadrunner Records. Pierwsze wydanie zawiera 14 utworów, w tym pierwszy singiel zespołu, zatytułowany Loco. Album został sprzedany w nakładzie 500 tysięcy sztuk i uzyskał status złotej płyty, nadany przez amerykańską agencję RIAA.

## Lista utworów
1. "Loco" - 4:15
2. "Bradley" - 3:04
3. "Oddity" - 3:19
4. "Unspoiled" - 2:59
5. "Big Truck" - 3:31
6. "Sway" - 3:35
7. "First" - 4:12
8. "Maricon Puto" - 0:46
9. "I" - 3:49
10. "Clock" - 2:59
11. "My Frustration" - 3:59
12. "Amir Of The Desert" - 0:44
13. "Dreamtime" - 3:43
14. "Pig" - 8:27